# Benjamin Bok
Benjamin Bok (* 25. Januar 1995 in Lelystad) ist ein niederländischer Schach-Großmeister.

## Karriere
Bok sammelte schnell Erfolge bei niederländischen Juniorenmeisterschaften. 2009 erreichte er den FM-Titel, 2010 folgte der Titel Internationaler Meister (IM). In der niederländischen Meesterklasse spielte Bok von 2009 bis 2011 für den Schaakclub Utrecht, von 2011 bis 2016 für HMC Calder und in der Saison 2016/17 für den Schachklub „En Passant“. Im Januar 2014 gelang ihm beim Tata Steel Chess Challengers-Turnier seine letzte GM-Norm, sodass er infolgedessen den Titel Großmeister trägt. Im Mai 2014 stieg seine Elo-Zahl erstmals über 2600 Punkte. Bok spielte in der deutschen Schachbundesliga von 2009 bis 2012 für den SC Remagen, von 2013 bis 2015 für die SF Katernberg und in der Saison 2017/18 für die Schachgesellschaft Solingen. In der belgischen Interclubs spielte Bok von 2010 bis 2012 für den KSK 47 Eynatten, mit dem er 2011 belgischer Mannschaftsmeister wurde, seit 2012 gehört er der Mannschaft von L’Echiquier Amaytois an, mit der er 2015 die belgische Mannschaftsmeisterschaft gewann. Im Jahr 2015 gewann Bok das CSC London Chess Classic FIDE Open mit 8 Punkten aus 9 Runden. 2016 war Bok Teil der niederländischen Mannschaft bei der Schacholympiade 2016 in Baku. Durch Platz 15 bei einem Turnier in Minsk qualifizierte Bok sich für den Weltpokal, der im September 2017 in Tifilis stattfand. Dort schied er in der ersten Runde mit 0:2 gegen den Russen Wladislaw Artemjew aus.